# Skolta Esperanto Ligo
Skolta Esperanto Ligo (SEL) — союз, объединяющий скаутское движение и эсперантистов.

## Баден-Пауэлл и эсперанто
В 1907 году Роберт Баден-Пауэлл, основатель скаутского движения, написал карманную книгу «Скаутинг для мальчиков» (Scouting for Boys). В следующем году её издали шестью брошюрами, третья из которых содержит совет Баден-Пауэлла об использовании эсперанто как «секретного языка»:

Также, если желаешь использовать тайный язык в вашем «патруле», вам всем следует начать изучать эсперанто. Это не трудно и изучается по книжке, стоимостью всего-то в пенни. Этот язык используется во всех странах, так что вы сможете использовать его также за границей.
Оригинальный текст (англ.)Also if you want to use a secret language in your patrol, you should all set to work to learn "Esperanto". It is not difficult, and is taught in a little book costing one penny. This language is being used in all countries so that you would be able to get on it abroad now.

## История SEL
Во время Первой мировой войны британскому эсперантисту Александру Уильяму Томсону (псевдоним «Avoto») пришла идея объединить скаутское движение и эсперанто. С этой целью он, сидя в окопе возле французской деревни Рансар написал небольшую книгу. Она вышла в свет в октябре 1918 года под названием «Предложения о скаутском эсперантистком союзе».
В этой брошюре содержалось 17 предложений, из которых 5 представляли цели союза:
1. Распространять скаутскую идеологию с помощью эсперанто.
2. Распространять эсперанто среди скаутов всех стран.
3. Создавать скаутскую литературу на эсперанто.
4. Издавать международный скаутский журнал.
5. Сплотить молодых людей разных стран общим для двух движений чувство братства.

В том же году была создана SEL — первая всемирная скаутская организация. На данный момент SEL активно сотрудничает с:
- Всемирной ассоциацией эсперанто (эсп. Universala Esperanto Asocio)
- Всемирной организацией скаутского движения (World Organization of the Scout Movement)
- Всемирной ассоциацией девочек-гайдов и девочек-скаутов[англ.] (World Association of Girl Guides and Girl Scouts)

Также на всех континентах существуют официальные представительства SEL:
| Европа: - Бельгия - Болгария - Венгрия - Испания - Италия - Люксембург - Нидерланды - Польша - Финляндия - Франция - Швеция | Америка: - Аргентина - Колумбия - Мексика - США - Чили | - Австралия и Океания: - Австралия - Новая Зеландия | Африка: - Бурунди - Сенегал | Азия: - Индия - Казахстан |

## Периодические издания
- La Skolta Mondo (с эсп. — «Скаутский мир») — периодическое издание SEL. Оно рассказывает о скаутской жизни в разных странах и о деятельности SEL[6]
- La Skolta Mondo — ежемесячный бюллетень европейского скаутского региона Всемирной организации скаутского движения[7]
- «Более широкие горизонты» — брошюра, которую издают с 1977 года. Её цель — помочь скаутам разных стран начать переписку между собой на эсперанто[8]
- Skolta kaj tenduma terminaro — скаутский терминологический словарь на эсперанто. Активно используют во время встреч скаутов[9]

Все периодические издания выкладывают в интернете.

## Ссылка
Skolta-Esperanto-Ligo